# Eriococcus chabohiba
Eriococcus chabohiba är en insektsart som beskrevs av Kuwana och Nitobe 1918. Eriococcus chabohiba ingår i släktet Eriococcus och familjen filtsköldlöss. Inga underarter finns listade i Catalogue of Life.